# Humaymims flygbas
Humaymims flygbas är en militär flygplats vid orten Humaymim (arabiska: حميميم; ryska: Хмеймим, Chmejmim) i nordvästra Syrien. Den ligger i provinsen Latakia, 210 kilometer norr om huvudstaden Damaskus. Basen byggdes 2015 av rysk militär och har använts av Ryssland sedan dess.
Basen ligger intill Latakias internationella flygplats.